# Contea di Mingxi
La contea di Mingxi (明溪县S, Míngxī XiànP) è una contea della Cina, situata nella provincia del Fujian.